# Lacul Tavatui
Lacul Tavatui este un lac de apă dulce din regiunea Sverdlovsk, Federația Rusă. Cel mai apropiat oraș important este Ekaterinburg. Lacul este cunoscut pentru calitatea bună a apei și este o atracție turistică populară. Este numit „perla Uralilor de Mijloc” pe site-ul Agenției Federale pentru Turism a Rusiei.

## Istorie și etimologie
Activitatea umană la Tavatui se desfășoară probabil începând din holocen, la scurt timp după retragerea primilor ghețari. Denumirea lacului derivă probabil din cuvintele tătare tau (munte) și tui (sărbătoare). Alte surse atribuie etimologia culturilor Perm și Komi, ta wa tui însemnând „căi navigabile”.

## Geologie
Bazinul lacului s-a format prin mișcarea treptată a plăcilor tectonice și se situează deasupra unei temelii groase de granit, masivul de granit Verh-Isetskii. O serie de probe prelevate de pe fundul lacului arată că fundația de granit s-a format între pleistocenul târziu și pliocenul timpuriu.
Lacul Tavatui este mărginit de un lanț de dealuri înalte, în unele locuri pe țărm se găsesc aflorimente de granit. Deși depresiunea este veche din punct de vedere geologic, apa în lac s-a acumulat relativ recent, prin retragerea ghețarilor acum 10-20 de mii de ani. Datorită aceluiași proces s-a sedimentat un strat bogat în lut, acest sediment fiind folosit pentru a studia starea mediului din holocen.

## Geografie
Lacul Tavatui are o formă alungită de la nord la sud, cu o lungime de 10 km și lățimea de 3-3,5 km. Suprafața totală constituie aproximativ 21 km². Adâncimea este de aproximativ 9 m.
Pe lac sunt amplasate mai multe insule. Apa este cunoscută pentru calitatea ei și transparența ridicată: în unele condiții fundul lacului este vizibil de la suprafață. Apa este cea mai caldă în timpul primelor luni de vară, se răcește către toamnă și îngheață între octombrie și mai în timpul sezonului de iarnă severă a Uralului.